# Allodioxys schulthessi
Allodioxys schulthessi är en biart som först beskrevs av Popov 1936.  Allodioxys schulthessi ingår i släktet Allodioxys och familjen buksamlarbin. Inga underarter finns listade i Catalogue of Life.